# Phaeocandelabrum elegans
Phaeocandelabrum elegans är en svampart som först beskrevs av R.F. Castañeda, och fick sitt nu gällande namn av R.F. Castañeda, Heredia, Saikawa 2009. Phaeocandelabrum elegans ingår i släktet Phaeocandelabrum, divisionen sporsäcksvampar och riket svampar.   Inga underarter finns listade i Catalogue of Life.